# 1997 JA
1997 JA är en asteroid i huvudbältet som upptäcktes den 1 maj 1997 av Kleť-observatoriet i Tjeckien.
Asteroiden har en diameter på ungefär 14 kilometer.